# Dumbo the Flying Elephant
Pour les articles homonymes, voir Dumbo (homonymie).
Dumbo the Flying Elephant est une célèbre attraction, de type manège, des parcs à thème Disney, de type Royaume Enchanté.

## Le concept
Ce manège consiste en nacelles tournant autour d'un axe central. Ces nacelles sont des répliques de Dumbo, éléphant aux grandes oreilles, héros du dessin animé homonyme.
L'attraction est basée sur le principe des manèges avions inventé par Lee Eyerly.
L'attraction existe actuellement sous deux versions : celle d'origine du Disneyland en Californie ne comprenait que 10 éléphants tandis que la version améliorée conçue pour Parc Disneyland en présente 16. Seul le parc de Tokyo Disneyland accueille encore l'ancienne version.
L'attraction a aussi donné naissance à deux clones dans les parcs Disney :
- l'un sur le thème du film Aladdin, les Tapis Volants d'Aladdin/Magic Carpets of Aladdin et sa déclinaison Jasmine's Flying Carpets
- l'autre sur les dinosaures, TriceraTop Spin.

|                                                                |  |                                                                         |
| Version "augmentée" de Dumbo the Flying Elephant à Disneyland. |  | La version "originale" de Dumbo the Flying Elephant à Tokyo Disneyland. |

## Les attractions

### Disneyland
L'attraction a ouvert en 1955 avec 10 éléphants juste derrière le carrousel de Fantasyland mais a été déplacée en 1983. L'attraction devait être rénovée en 1990, mais a été remplacée en 1994 par une copie de la version construite à Parc Disneyland.
- Ouverture : 16 août 1955[1]
  - Déplacement : 1983
  - Rénovation : 1994
- Nombre d'éléphants :
  - 10 jusqu'en 1994
  - 16 après 1994
- Type d'attraction : manège avion
- Constructeur : Arrow Dynamics[2]
- Situation : 33° 48′ 49″ N, 117° 55′ 08″ O

 Cette attraction a ouvert avec le parc Disneyland, c'est une attraction du Disneyland d'origine

### Magic Kingdom
Le parc a accueilli, comme son ainé Disneyland, une version à 10 éléphants à son ouverture. En 1991, une nouvelle version avec 16 éléphants était en cours de développement pour le parc parisien Parc Disneyland, et la direction des parcs de Floride a décidé de la construire aussi au sein du Magic Kingdom. Elle a ouvert 1993 avec la même thématique que la version française.
En 1997, la file d'attente de l'attraction a été couverte pour créer de l'ombre et agrémentée de topiaires. À la différence des versions de Paris et de Californie, elle ne comprenait pas une fontaine en dessous des éléphants. La raison était simple. Sous l'attraction passaient des souterrains, déjà renforcés pour accepter la surcharge de la rénovation de 1993, et que leur étanchéité n'a pas pu être parfaitement assuré.
L'attraction fut fermée début janvier 2012 pour être déplacée dans le nouveau Fantasyland, l'attraction a rouvert dans une version doublée, deux manège situés côte à côte en tournant en sens contraire avec désormais des fontaines en dessous des éléphants comme les versions de Californie et de Paris.
- Ouverture : 1er octobre 1971 (avec le parc)
- réouverture : 1993
- déplacement : 2012
- Nombre d'éléphants :
  - 10 de 1971 à 1993
  - 16 de 1993 à 2012
  - 32 à partir de 2012
- Type d'attraction : manège avion
- Situation : 28° 25′ 13″ N, 81° 34′ 51″ O

### Tokyo Disneyland
Le parc étant une copie conforme des parcs américains, l'attraction présente donc 10 éléphants. De plus, aucune modification n'ayant été effectuée, cette version reste la seule fidèle à l'original du premier Disneyland de 1955.
- Ouverture : 15 avril 1983 (avec le parc)
- Nombre d'éléphants : 10
- Type d'attraction : manège avion
- Situation : 35° 37′ 53″ N, 139° 52′ 54″ E

### Parc Disneyland
Cette version a été conçue spécialement pour le parc avec un plus grand niveau de détail et le nombre d'éléphants porté à 16. Les détails comportent par exemple de nombreuses ferronneries. Elle a ensuite été dupliquée dans les autres parcs (sauf au Japon).
- Ouverture : 12 avril 1992 (avec le parc)
- Nombre d'éléphants : 16
- Type d'attraction : manège avion
- Conception: WED Enterprises, Zamperla
- Situation : 48° 52′ 26″ N, 2° 46′ 28″ E

### Hong Kong Disneyland
La version de Parc Disneyland a été dupliquée à Hong Kong.
- Ouverture : 12 septembre 2005 (avec le parc)
- Nombre d'éléphants : 16
- Type d'attraction : manège avion
- Situation : 22° 18′ 44″ N, 114° 02′ 25″ E

### Shanghai Disneyland
La version de Shanghai Disneyland se situe dans un land exclusif au parc, Gardens of Imagination. L'attraction y est entourée de jardins, et se situe elle-même dans celui nommé Garden of the Magic Feather (« jardin de la plume magique », en référence à la plume dont Thimothée se sert pour aider Dumbo à surmonter sa peur de voler).
Cette attraction bénéficie du système Disney Premier Access
- Ouverture : 16 juin 2016 (avec le parc)
- Nombre d'éléphants : ?
- Type d'attraction : manège avion
- Situation : 31° 08′ 41″ N, 121° 39′ 20″ E